# Cosimo Latronico
Cosimo Latronico (Nova Siri, 3 dicembre 1958) è un politico italiano.

## Biografia
Nato il 3 dicembre 1958 a Nova Siri, in provincia di Matera, dove risiede tuttora, sposato ed ha cinque figli, ha conseguito il diploma di maturità scientifica e la laurea in scienze politiche con magna cum laude presso l'Università degli Studi di Bari.
Appartenente fin da giovane al movimento cattolico di Comunione e Liberazione, nel 1980 viene eletto sindaco del comune di Nova Siri per la Democrazia Cristiana (DC), all'età di 21 anni, attestandosi di fatto come uno dei sindaci più giovani d'Italia, carica alla quale sarà riconfermato nel 1990.

### Consigliere regionale della Basilicata
Viene candidato alle elezioni regionali in Basilicata del 1990 nelle liste della DC, venendo eletto nella circoscrizione Matera in consiglio regionale della Basilicata, dove ricopre la carica di presidente della Prima Commissione Consiliare ed è componente della Commissione Bilancio e Programmazione.
Nel 1994, con lo scioglimento della DC e la discesa in campo nella politica di Silvio Berlusconi, aderisce a Forza Italia, dove alle successive elezioni regionali in Basilicata del 1995 si ricandida nella sua lista "Forza Italia - Il Polo Popolare", nella mozione di Giampiero Perri, venendo rieletto consigliere regionale della Basilicata, svolgendo l'incarico di vicepresidente della Commissione speciale per le Riforme.

### Candidatura a Presidente della Regione Basilicata
In occasione delle elezioni regionali del 2005 viene candidato alla Presidenza della Regione Basilicata, sostenuto dalla coalizione di centro-destra Casa delle Libertà composta da Forza Italia, Alleanza Nazionale, Unione di Centro e dalla lista "Federazione di Centro" (che riuniva al proprio interno partiti minori, tra cui Partito Repubblicano Italiano, Democratici Cristiani Uniti di Giovanni Mongiello, Democrazia Cristiana per le Autonomie di Gianfranco Rotondi e Partito Liberale Italiano).
Alla tornata elettorale Latronico (che ottiene il 27,42%) perderà la competizione contro il candidato del centro-sinistra Vito De Filippo (che raccoglie il 67,47% dei consensi), venendo comunque eletto in Consiglio regionale, dove svolgerà la funzione di capogruppo di Forza Italia e leader dell'opposizione.

### Elezione a senatore
Alle elezioni politiche del 2008 viene candidato al Senato della Repubblica, tra le liste del Popolo della Libertà (PdL) nella circoscrizione Basilicata in terza posizione, venendo eletto senatore. Durante la XVI legislatura della Repubblica Latronico è stato componente della 5ª Commissione Bilancio, della Commissione straordinaria per la tutela e la promozione dei diritti umani, della Commissione parlamentare per le questioni regionali e della Commissione parlamentare antimafia, oltre ad essere relatore, insieme a Roberto Giovanni Mura (Lega Nord) e Mauro Agostini (PD), del ddL Sviluppo del 2011, approvato definitivamente al Senato il 7 luglio con 162 favorevoli, 133 contrari e un astenuto dopo che il governo Berlusconi ha posto la questione di fiducia.

### Elezione a deputato
Alle elezioni politiche del 2013 viene candidato alla Camera dei Deputati, come capolista del Popolo della Libertà nella circoscrizione Basilicata, venendo eletto deputato. Nel corso della XVII legislatura ha fatto parte della Commissione parlamentare per l'attuazione del federalismo fiscale, della 8ª Commissione Ambiente, Territorio e Lavori pubblici e della 5ª Commissione Bilancio, Tesoro e Programmazione come capogruppo per Forza Italia e Direzione Italia, e della Commissione parlamentare d'inchiesta sui fenomeni della contraffazione, della pirateria in campo commerciale e del commercio abusivo.
Il 16 novembre 2013, con la sospensione delle attività del Popolo della Libertà, aderisce alla rinascita di Forza Italia, venendo nominato il successivo 4 gennaio 2014 da Silvio Berlusconi coordinatore regionale di Forza Italia in Basilicata.
Il 30 maggio 2015, in disaccordo con le scelte politiche di Silvio Berlusconi, abbandona Forza Italia per aderire a Conservatori e Riformisti di Raffaele Fitto.
Il 19 novembre 2015, assieme agli altri deputati di CoR passa al Gruppo misto, aderendo alla componente "Conservatori e Riformisti".
Nel luglio 2017 viene nominato vice-presidente del gruppo misto in rappresentanza della componente, che viene ribattezzata Direzione Italia.
Non verrà rieletto alle elezioni politiche del 2018 in quota Noi con l'Italia - UDC.

### Le regionali del 2019 e del 2024
Nel febbraio 2019 annuncia la propria candidatura alle elezioni regionali lucane del 24 marzo nelle liste di Fratelli d’Italia, partito con il quale si è federato Direzione Italia. Le 1.685 preferenze raccolte non bastano per essere eletto come consigliere regionale; nella sua Nova Siri Fratelli d’Italia è stato il partito più votato con il 25%.
Il 28 marzo 2022 viene nominato assessore all'ambiente ed energia nella nuova giunta regionale della Basilicata varata da Vito Bardi, dopo l'esclusione di Fratelli d'Italia dall'esecutivo varato in precedenza.
Alle elezioni regionali in Basilicata del 2024 con oltre 3.400 preferenze viene riconfermato consigliere nella riconferma di Bardi.